# Linda fasciculata
Linda fasciculata là một loài bọ cánh cứng trong họ Cerambycidae.